# Tiana Alexandra

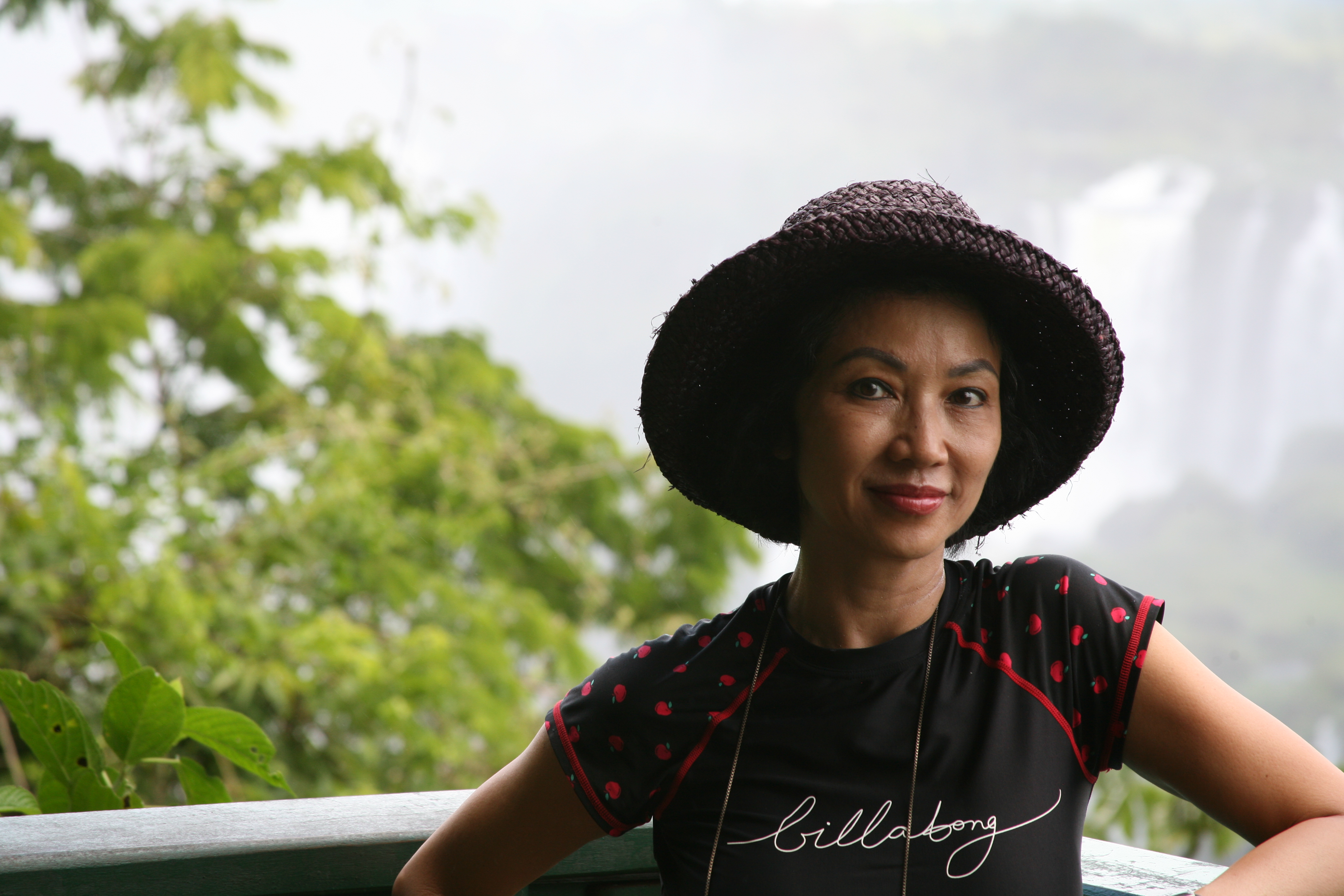
Tiana Alexandra (2008)

Tiana Alexandra (auch Tiana Alexandra-Silliphant, Tiana Thi Thanh Nga, Tiana Banana oder einfach nur Tiana; * angeblich 11. August 1961 als Thi Thanh Nga in Saigon, Südvietnam) ist eine vietnamesisch-US-amerikanische Schauspielerin, Filmregisseurin und Filmproduzentin.

## Leben
1966 kam sie als Tochter einer bedeutenden südvietnamesischen Regierungsfamilie in die Vereinigten Staaten, wo sie auch ihre Schulausbildung absolvierte. Nachdem sie im Alter von 15 Jahren ihren High-School-Abschluss meisterte, zog es sie nach Hollywood, wo sie sich eine steile Karriere als Schauspielerin erhoffte. Sie gilt als einzige Frau, die von Bruce Lee persönlich in der Kampfkunst ausgebildet und trainiert wurde. Andere Berichte sehen allerdings von dieser Tatsache ab, da Alexandra zu diesem Zeitpunkt noch im Kindesalter gewesen wäre und Bruce Lee im Jahre 1973 verstarb, als Alexandra gerade einmal zwölf Jahre alt war. Ihre erste wesentliche Filmrolle hatte sie in noch jungen Jahren, als sie im Film Die Killer-Elite eine Nebenrolle übernahm. Noch immer im Jugendalter übernahm sie 1978 in der dreiteiligen Miniserie Pearl (auch Pearl Harbor) eine wesentliche Rolle. Nach einigen Jahren ohne nennenswertes Engagement übernahm sie eine Hauptrolle im Film Fly Away Home, wo sie unter anderem an der Seite von Schauspielgröße Bruce Boxleitner zu sehen war. Unter anderem war sie bereits auch in dieser Zeit in verschiedenen Low-Budget-Karate-Filmen aktiv, konnte mit den Filmen aber keine wesentlichen Erfolge feiern. Danach folgten wieder einige Jahre ohne namhafte Produktionen, ehe sie im Jahre 1987 zurück auf den Bildschirm kehrte, als sie in Catch the Heat das weibliche Pendant zu Bruce Lee darstellte und noch im gleichen Jahr an der Seite von Jane Kaczmarek, Art LaFleur und Tori Spelling in The Three Kings zu sehen war. 1992 führte sie beim Film From Hollywood to Hanoi die Regie. Der Film wurde beim Sundance Film Festival des Jahres 1993 für den „Grand Jury Prize“ in der Kategorie: Dokumentation nominiert, konnte aber nicht gewinnen. 2011 betätigte sie sich als Associate Producer an dem Film Eine dunkle Begierde.
Tiana Alexandra war von 1974 bis zu seinem Tod 1996 mit dem Drehbuchautor Stirling Silliphant verheiratet.

## Filmografie (Auswahl)
als Schauspielerin
- 1975: Die Killer-Elite (The Killer Elite)
- 1978: Pearl
- 1981: Fly Away Home
- 1987: Fire Game (Catch the Heat)
- 1987: Drei heilige Kamele (The Three Kings)

als Regisseurin
- 1992: From Hollywood to Hanoi

als Produzentin
- 2011: Eine dunkle Begierde (A Dangerous Method)

## Nominierungen
- 1993: Nominiert für den „Grand Jury Prize“ in der Kategorie: Dokumentation (Documentary) beim Sundance Film Festival für den Film From Hollywood to Hanoi